# Threetino
 (juin 2024).
Si vous disposez d'ouvrages ou d'articles de référence ou si vous connaissez des sites web de qualité traitant du thème abordé ici, merci de compléter l'article en donnant les références utiles à sa vérifiabilité et en les liant à la section « Notes et références ».
En astronomie, un threetino est un objet transneptunien de la ceinture d'Edgeworth-Kuiper qui orbite autour du Soleil sur une orbite en résonance 1:3 avec Neptune. Cela signifie qu'il effectue une orbite autour du Soleil pendant que Neptune en fait trois.

## Étymologie
Le nom, emprunté à l'anglais, est un mot-valise formé de « three », « trois », et « plutino » (objet en résonance 2:3 avec Neptune). 

## Exemples de threetinos
- (136120) 2003 LG7
- (385607) 2005 EO297
- 2004 VU130
- (613469) 2006 QJ181
- 2006 SF369
- 2011 US411